# Hobbs Quarry SSSI (Shepton Mallet)
Hobbs Quarry ist ein früherer Steinbruch eine 0,5 Hektar große geologisch bedeutsame Site of Special Scientific Interest bei Shepton Mallet in den Mendip Hills in Somerset, bekanntgemacht 1984.
Der aufgelassene Steinbruch, der sich im hinteren Teil des Betriebshofes eines Bauunternehmens befindet, ist eine Stätte, an der die Transgression in der frühen Jura deutlich wird. Steil abfallender Carbon-Kalkstein ist überlagert von flachliegenden massivem Kalkstein, der als Downside Stone bekannt ist.

## Belege
- Datenblatt von English Nature für die Stätte (PDF, Englisch)